# Benjamin Forstner

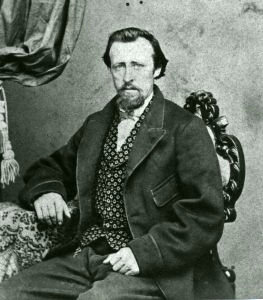
Benjamin Forstner

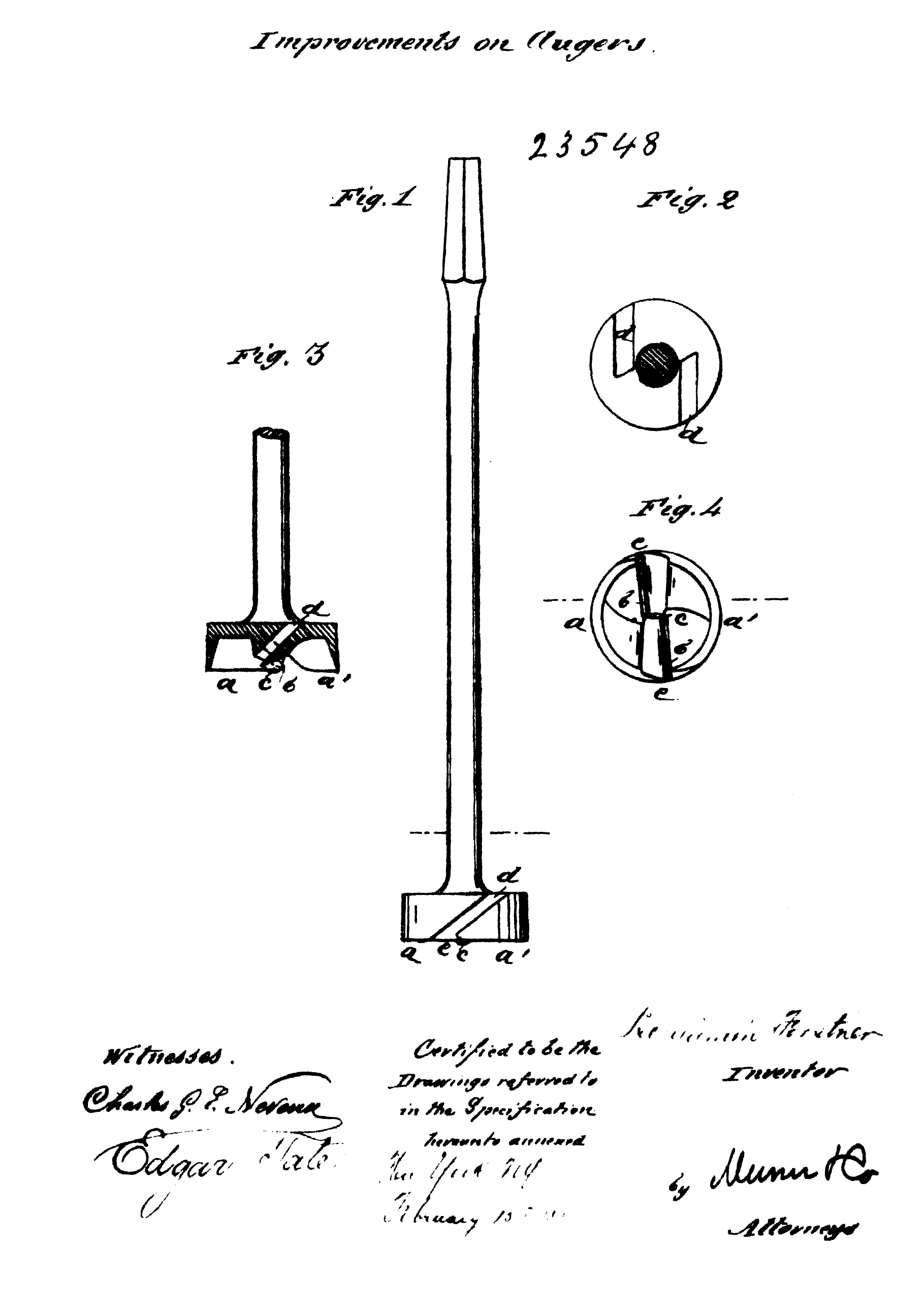
Zeichnung aus dem Patent CA23548

Benjamin Forstner (* 25. März 1834 in Beaver County (Pennsylvania); † 27. Februar 1897 in Salem (Oregon)) war ein US-amerikanischer Büchsenmacher und Erfinder.

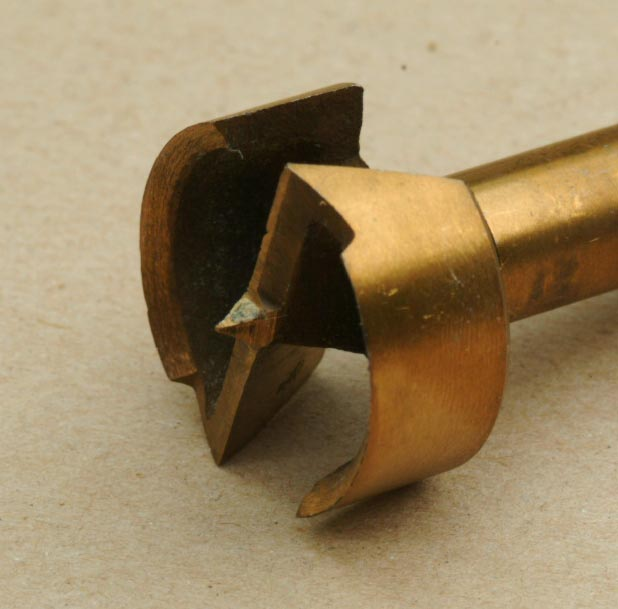
Kopf eines Forstnerbohrers

Forstners bekannteste Erfindung war der nach ihm benannte Forstnerbohrer, den er am 6. März 1886 patentieren ließ.
Sehr wohlhabend wurde er durch die Lizenzierung an mehrere Firmen, unter anderem an die Colt Firearms Company in Hartford, Connecticut und an die Bridgeport Gun Implement Company, später Union Metallic Cartridge Company. Der Forstnerbohrer wird bis heute produziert, wobei sich das Design leicht verändert hat.

## Leben
Anfang der 1850er Jahre zog Benjamin Forstner nach Missouri, wo er William Keil, den Gründer einer utopischen Gemeinde, kennenlernte. Er folgte ihm 1863 in den Pazifischen Nordwesten in die Kolonie Aurora in Oregon. 1865 zog Forstner nach Salem, Oregon und heiratete im Jahr darauf Louisa Snyder. Ihr einziges Kind war eine adoptierte Nichte von Mrs. Forstner. Benjamin Forstner wurde ein Büchsenmacher, der geschäftlich viel unterwegs war. Unter anderem stellte er auf der Centennial Exhibition 1876 in Philadelphia und der World’s Columbian Exposition 1893 in Chicago aus, wo er für seinen Forstnerbohrer Preise gewann. Durch Lizenzeinnahmen wurde er ein wohlhabender Bürger und Landbesitzer in Salem.
Benjamin Forstner starb an der Grippe und wurde am 2. März 1897 beerdigt.
Seine Frau Louisa Forstner starb am 12. September 1917 mit 75 Jahren.